# Sheikh ul-Islam

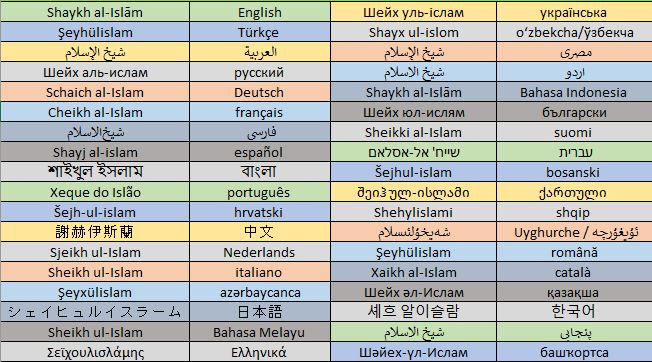
Sheikh ul-Islam

Sheikh ul-Islam (Shaykh al-Islam, Sheikhul Islam, Shaikh al-Islam, Şeyhülislam) è un titolo di elevata autorità in alcune parti del mondo islamico.

## Storia
Il titolo veniva informalmente dato a tutti i seguaci dell'Islam e studiosi del Corano che acquisivano profonde conoscenze sui suoi principi e venne attribuito pertanto agli Imam Ahmad ibn Hanbal, Malik ibn Anas, Imam al-Nawawi, Imam al-Shafiʿi, Ibn Taymiyya. Era poi assegnato a coloro i quali avevano conoscenze di differenti visioni di eminenti studiosi ed erano in grado di estrapolare leggi passandole in altre. Veniva inoltre dato anche alle persone di età avanzata, sagge nell'Islam e stimabili tra i coetanei.
Il grande Ḥāfiẓ al-Sakhawi scrisse che fino all'VIII secolo questo titolo fu ricevuto da un notevole numero di persone, anche senza particolari meriti, né per l'età né per la saggezza, ma semplicemente in quanto governavano gli affari islamici in comunità più ampie, o semplicemente perché erano ad esempio giudici (qadi) in importanti città.
Successivamente divenne una posizione di prestigio nei califfati dell'Impero ottomano, che governavano gli affari religiosi dello Stato (vedi sotto). Dagli inizi del XVII secolo il titolo viene assegnato anche in Siam, l'odierna Thailandia. Ne fu investito per primo lo sceicco Ahmad, uno sciita persiano emigrato in Siam per commerciare e per diffondere la fede. Rimase in mano ai suoi successori, in particolare ai membri della potente famiglia Bunnag, fino al 1936. In seguito fu assegnato ai sunniti, che costituiscono la stragrande maggioranza dei musulmani in Thailandia.

### Impero ottomano
Presso l'Impero ottomano lo sheykh ul-islâm era la figura religiosa più importante dopo il sultano. Era posto a capo degli ʿulamāʾ, ovvero il Consiglio dei Saggi. Tale soggetto vigilava sulla conformità delle attività del sultano alla legge coranica.
Gli atti giuridici mediante i quali lo Sheykh ul-islâm esprimeva la propria volontà erano le fatwā. Le fatwa (fetwâ) erano atti dotati di un'autorità assoluta, potevano ed esempio derogare alla stessa shari'a e una fatwa di condanna emesso contro il sultano aveva l'autorità di destituirlo, come avvenne nel caso del sultano Ibrahim I.